# Conner Peripherals
Conner Peripherals, parfois appelé  Conner, était une entreprise qui produisait des disques durs pour des ordinateurs personnels.

## Histoire
Conner Peripherals fut fondée en 1985 par la fusion entre une entreprise créée par le cofondateur de Seagate Technology, Finis Conner, et celle des fondateurs de MiniScribe : John Squires et Terry Johnson. Ces deux derniers travaillaient sur un nouveau type de disque dur de 3½ pouces, ayant autant de capacité qu'un disque de 5¼ pouces. L'entreprise fut tout d'abord financée par Compaq, qui fut un de leurs clients principaux durant plusieurs années. Durant cette période, Conner fabriquait des disques durs solides et fiables.
La combinaison de l'ingéniosité technique de Squires et Johnson et de la force marketing de Finis Conner fut une grande réussite.
Au milieu des années 1990, juste avant son rachat par Seagate, Conner Peripherals commença à réduire ses coûts sur ses disques d'entrée de gamme. Au lieu de couvercles en aluminium boulonnés et liés par un joint en caoutchouc, Conner Peripherals utilisait des couvercles plus fins et un joint épais de ruban adhésif le long du périmètre du couvercle. Aucune vis ne tenait les couvercles ensemble. Une simple coupure dans le ruban pouvait endommager le disque en faisant se séparer les couvercles. Cette conception a été gardée après le rachat par Seagate, et est associée à une ère où les disques Conner étaient considérés comme de piètre qualité.
L'entreprise commença à fabriquer des lecteurs de cassettes en 1993, lorsqu'elle racheta Archive Corporation.
En 1996, Conner Peripherals fusionna avec Seagate.

## Galerie

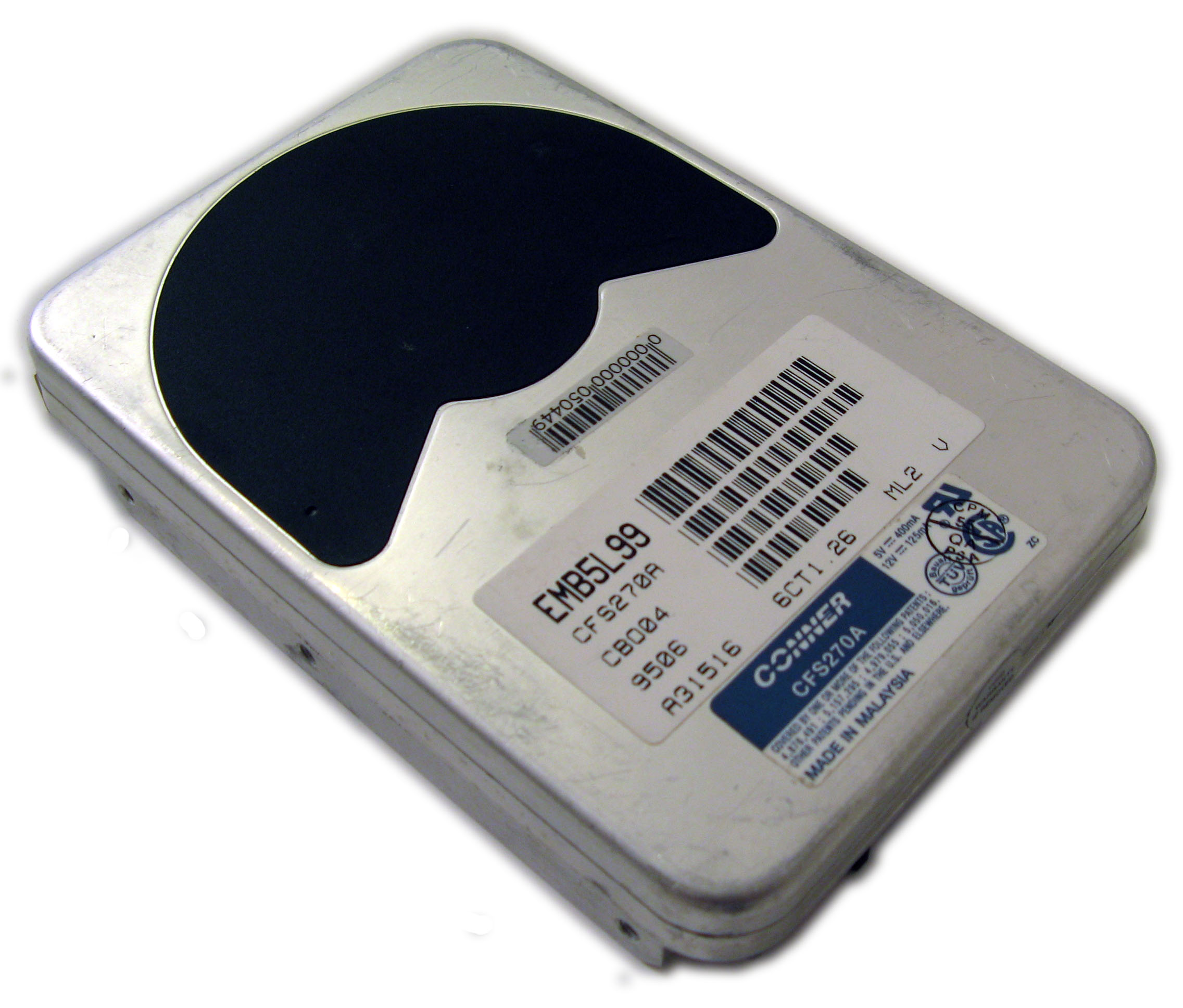
Un Conner CFS270A
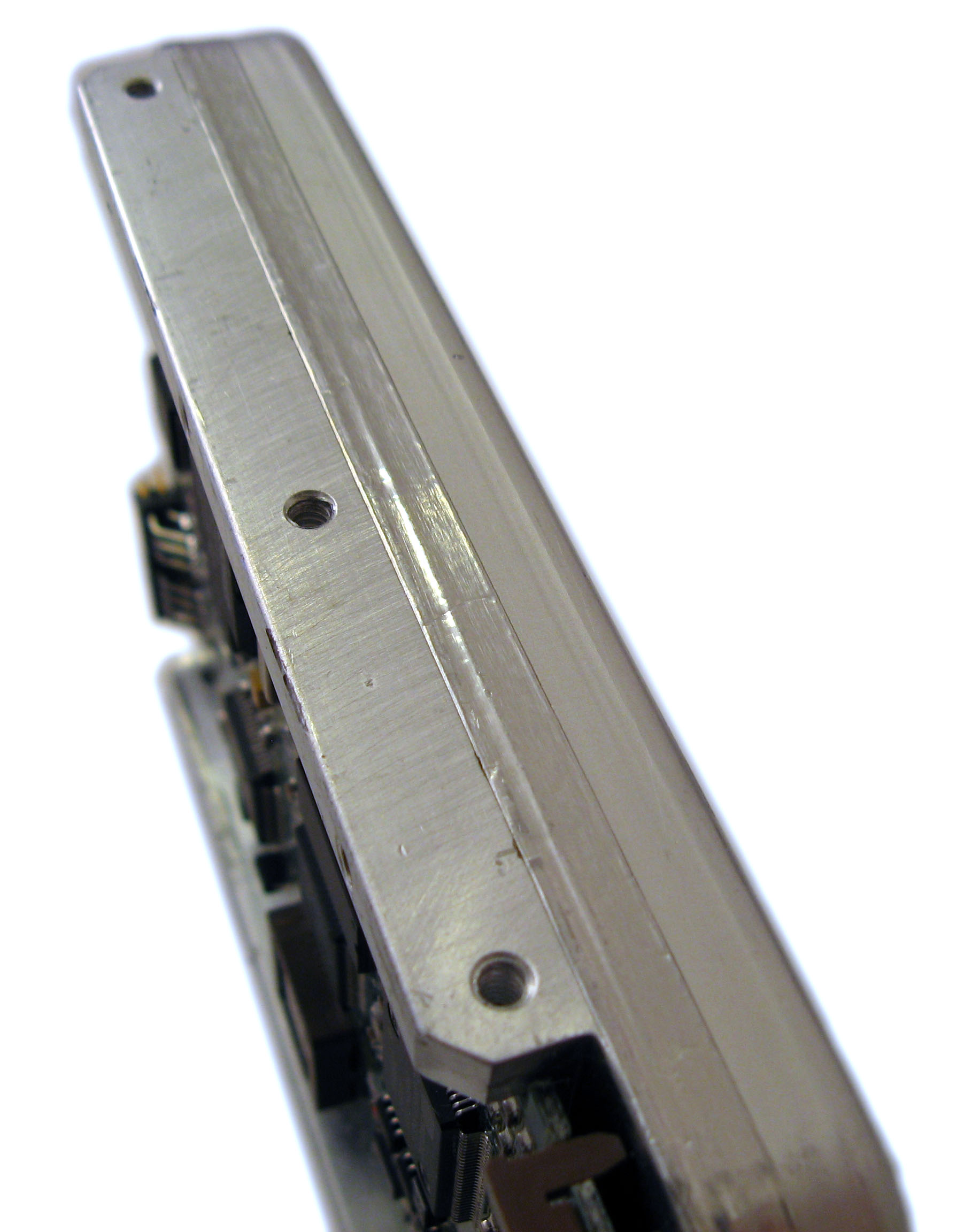
Vue du Conner CFS270A avec son ruban adhésif

### Source
- Andrew Pollack, « A Novel Idea: Customer Satisfaction », The New York Times, 27 mai 1990, page F1.